# Уеслиански университет
Уеслианският университет (на английски: Wesleyan University), или само Уеслиън, е частен университет в гр. Мидълтаун, щата Кънектикът, САЩ. Основан е през 1831 г.
Според „Фондация Карнеги за подобряване на обучението“ Уеслиън е единственият университет в страната, който набляга на студентското обучение в областта на изкуствата и фундаменталните науки, а така също осигурява на студентите условия за изследвания в много научни дисциплини и подготвя докторанти главно по фундаментални науки и математика.
Основан под покровителството на Методистката епископална църква и с подкрепата на видни жители на Мидълтаун, сегашният светски университет е първото висше училище, наречено на Джон Уесли, основателя на методизма (течение в протестантството). Уеслиън е член, заедно с Amherst College и Williams College, на историческите Три малки колежа и дълго време е считано, че е сред Малките бръшлянови училища.

## Известни личности
Преподаватели
- Хана Аренд (1906-1975), философ
- Сатоши Омура (р. 1935), биохимик
- Карл Шорске (1915-2015), историк

Студенти и докторанти
- Майкъл Бей (р. 1965), режисьор
- Делян Добрев (р. 1978), български политик
- Дейвид Маклеланд (1917-1998), психолог
- Аманда Палмър (р. 1976), певица